# La Carolina
La Carolina là một đô thị trong tỉnh Jaén, Tây Ban Nha. Theo điều tra dân số 2006 (INE), đô thị này có dân số là 15576 người.
38°16′B 3°37′T / 38,267°B 3,617°T